# Erasmus Student Network
Erasmus Student Network (zkratka ESN) je největší evropská studentská organizace. Tato organizace vznikla v roce 1989 a od té doby se rozšířila do 46 zemí. V současností čítá přes 500 sekcí. ESN působí na lokální (univerzitní), národní a mezinárodní úrovni. Každý rok její služby využije přes 150 000 zahraničních studentů, kteří v rámci svého pobytu navštíví některou z univerzit, na kterých ESN existuje.

## ESN v České republice
V České republice je ESN reprezentováno zapsaným spolkem Erasmus Student Network Česká republika z.s.. ESN v ČR působí od roku 2002 a v současné době má zastoupení na 19 českých vysokých školách.
Sekce ESN ČR se zaměřují na motivaci místních studentů k výjezdu, pomoc vyjíždějícím a vracejícím se studentům, a především pak na přijíždějící studenty zahraniční. Pořádají pro ně uvítací dny, kdy jim vysvětlují všechny náležitosti ohledně univerzity a životě v daném městě a pomáhají jim zařídit formality. Během celého semestru pak pro ně pořádají množství aktivit, ať už klasické párty, výlety, exkurze nebo třeba akce v rámci projektu SocialErasmus.
ESN ČR pak spojuje a podporuje mezinárodní studentské kluby působící na českých vysokých školách tím, že vytváří platformu usnadňující vzájemné kontakty, spolupráci a výměnu zkušeností mezi jednotlivými členy ESN, a to jak na národní, tak i na mezinárodní úrovni.

## Členské sekce ESN CZ
Organizace, které byly schváleny jako členské, se nazývají "sekce". Níže je uveden seznam sekcí ESN CZ:
- ESN Zlin
- ESN Hradec Králové
- ESN CU Prague
- ESN CZU Prague
- ESN Liberec
- ESN MENDELU Brno
- ESN MUNI Brno
- ESN Ostravská
- ESN Pardubice
- ESN UCT Prague
- ESN UP Olomouc
- ESN USB Budweis
- ESN Usti
- ESN VSB - TU Ostrava
- ESN VSE Prague
- ESN VŠTE Budweis
- ESN VUT Brno
- ESN CTU in Prague
- ESN UWB Pilsen

## Projekty ESN
Jak již bylo zmíněno, jednou z aktivit ESN je tzv. SocialErasmus. SocialErasmus je projekt, který vznikl v roce 2008 v Polsku a jeho hlavní myšlenkou je zprostředkovat zahraničním studentům možnost pomoci místu, kde studují, a lidem zde bydlícím. Jeho třemi sférami zájmu jsou ekologie, charita a vzdělávání.
V Česku tak například Erasmus studenti chodí venčit psy, pomáhat do ZOO nebo na farmu, uklízet okolí zámku, nebo pořádají neformální hodiny konverzace a představení svých národních zvyklostí. Poslední zmiňovaná aktivita probíhá buď se zaměřením na vysokoškolské studenty nebo se zaměřením na studenty a žáky středních a základních škol. Zde zahraniční studenti přicházejí přímo do hodin a snaží se co nejlépe zprostředkovat specifika své země, hrají s dětmi jazykové hry a povídají si. Tento projekt, jež si klade za cíl představit školákům cizí národnosti, procvičit jazyky a nechat je ochutnat atmosféru multikulturního prostředí Erasmu, má název Erasmus in Schools a jedná se o vlajkový projekt ESN pro rok 2013.
V současné době přibývá mezi studenty, kteří takto vycestují do ciziny, také studentů s handikepem. Program Erasmus nabízí těmto studentům speciální stipendia určené jak pro lehčí handicapy, tak těžší, čili toto stipendium může obdržet jak například student s nějakými dietními požadavky, tak i student vozíčkář.
Právě ale pro studenty s těžšími handikepy může být pobyt v cizím prostředí přece jen náročnější. Proto v rámci ESN vznikl projekt ExchangeAbility, který se na tyto mladé lidi, jež se vydávají studovat do zahraničí a jejich život provázejí určitá omezení, zaměřuje. V Česku se tento projekt teprve rozjíždí, sbírají se data a plánuje se další postup. Plánují se například workshopy a školení pro členy sekcí, jak takovýmto studentům co nejvíce vyjít vstříc a usnadnit jim pobyt.
Mimo výše zmíněných oblastí se ESN zabývá i propagací mobility, na čemž je postaven projekt Mov'in Europe. Jedná se o vlajkový projekt ESN pro rok 2014 a léto 2015. Cílem je přiblížit studentům studujících na univerzitách po celé České republice možnosti vycestování do zahraničí.

## Struktura ESN ČR

### National Assembly
National Assembly (NA) je nejvyšším orgánem ESN ČR. Do jeho pravomocí patří zejména
- přijímání a vylučování členů sdružení
- schvalování rozpočtu
- volba National Boardu
- rozhodování o zásadních otázkách týkajících se sdružení

Členové National Assembly ESN ČR se scházejí na valné hromadě ESN ČR alespoň dvakrát ročně.

### National Board
National Board (NB) je nejvyšším výkonným orgánem ESN ČR. Jeho členy jsou
- President
- Vice President
- Network Manager
- Treasurer
- Communication Manager
- Partnership Manager
- Web Project Administrator

Jedním z orgánů ESN ČR je Kontrolní komise, která je tvořena zejména bývalými členy. 
National Board si následně volí tzv. Supporters, kteří mají na starosti další oblasti. Mandát těchto podpůrných pozic je stejný jako u NB. 